# Fünf-Tage-Aufstand

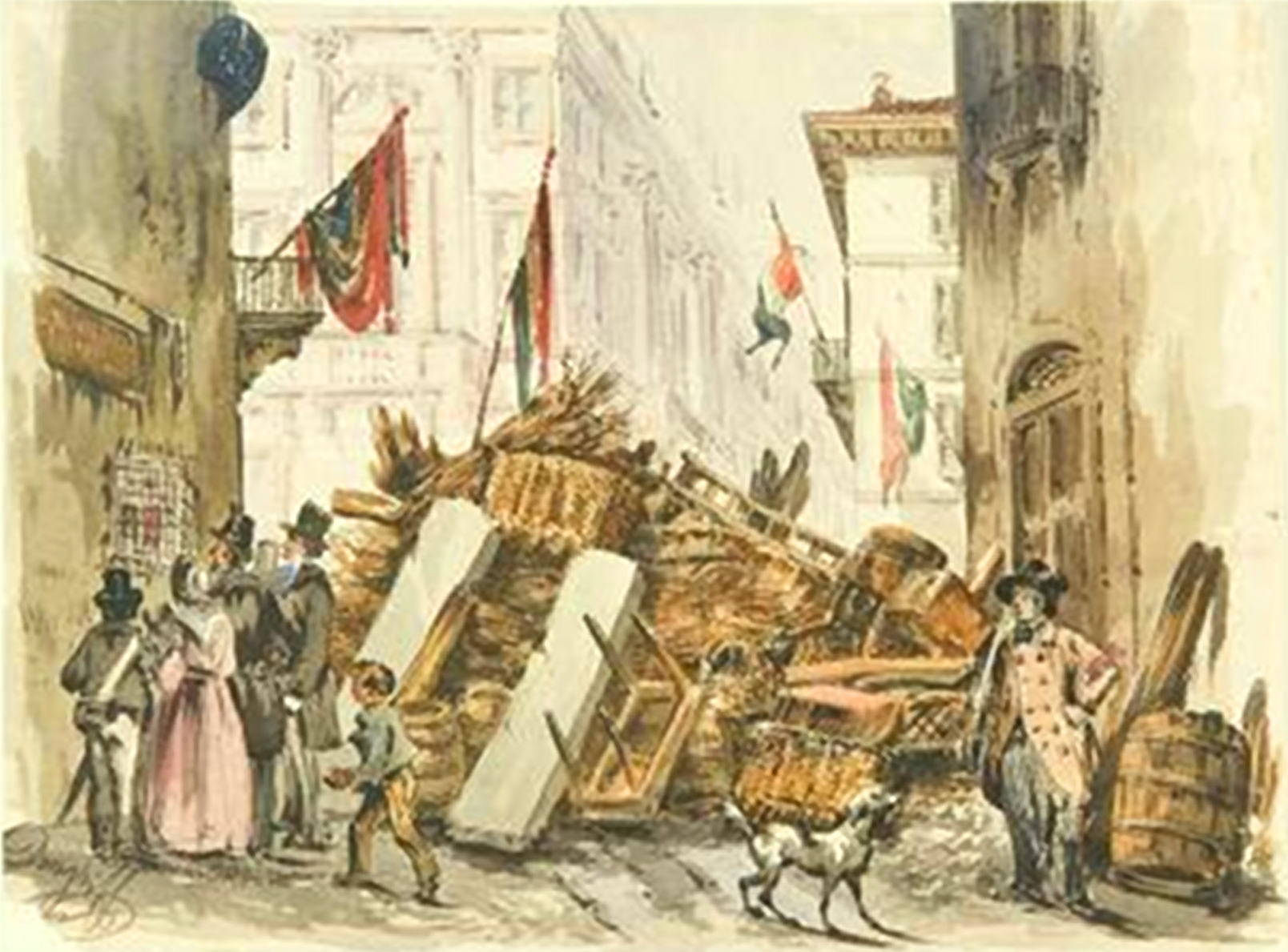
Mailänder Barrikade

Der Fünf-Tage-Aufstand von Mailand (italienisch Cinque giornate di Milano) vom 18. bis 22. März 1848 läutete den Ersten Unabhängigkeitskrieg Italiens ein. Es handelte sich dabei um eine Erhebung der Mailänder gegen die verhasste Herrschaft der Habsburgermonarchie und um den Aufstand der Stadtbevölkerung gegen die österreichische Besatzung unter Feldmarschall Radetzky. Die Aufständischen konnten sich nach fünftägigen Kämpfen ihrer Besatzer entledigen. Die abgezogenen Österreicher konnten erst nach den Siegen bei Custozza und Volta am 6. August 1848 nach Mailand zurückkehren.

## Vorgeschichte

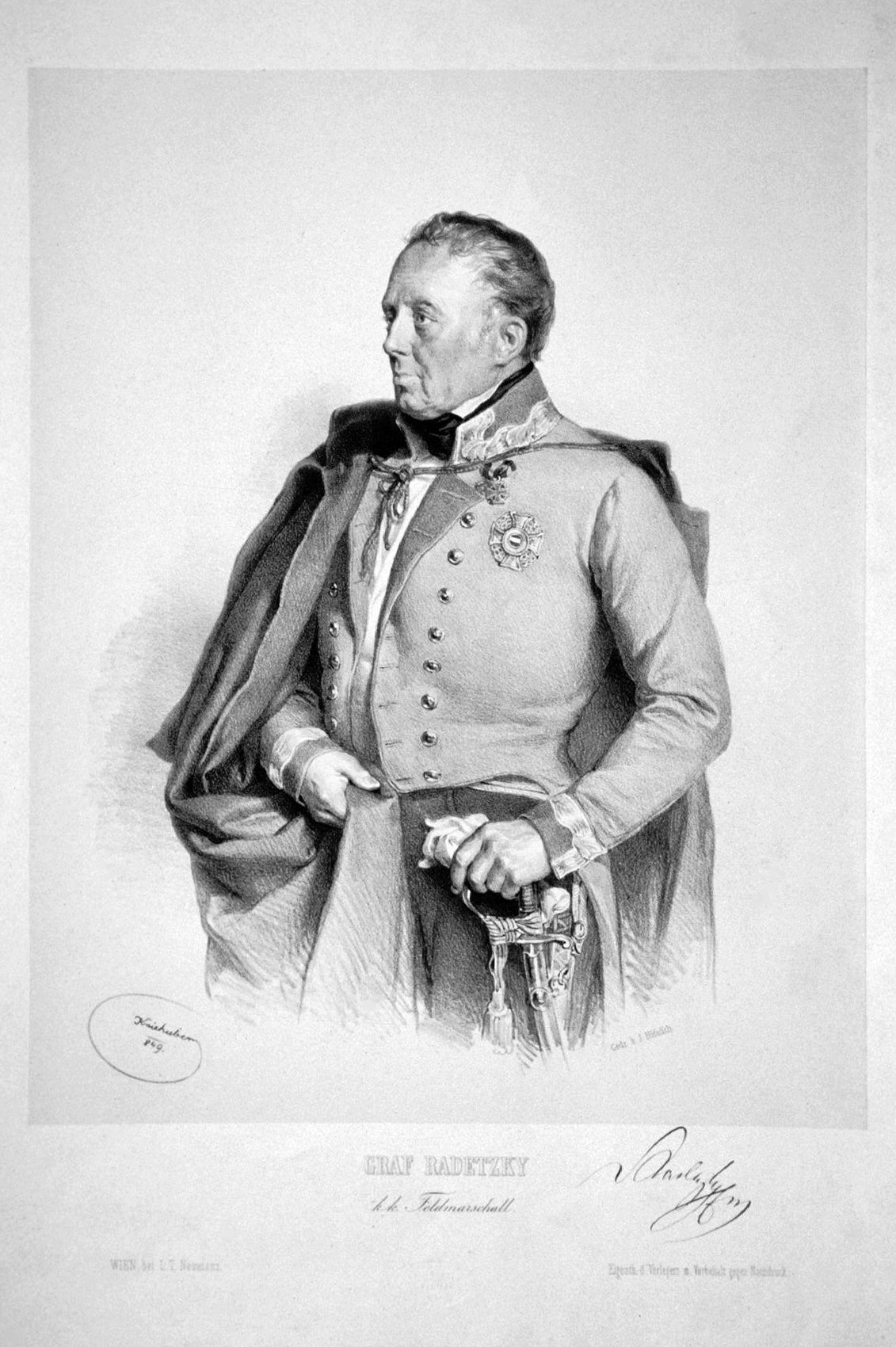
Feldmarschall Joseph Wenzel von Radetzky, Lithographie von Josef Kriehuber, 1849

Der Januaraufstand von 1848 im Königreich Neapel und der Abfall der Insel Sizilien von der Herrschaft der Bourbonen brachte auch das unter Österreichs Kontrolle stehende Königreich Lombardo-Venetien in Aufruhr. Das despotische Auftreten des österreichischen Feldmarschall Radetzky verstärkte die Unruhe in der Mailänder Bevölkerung. Radetzkys gesamte Armee in Norditalien zählte zwischen 70.000 und 75.000 Mann, von denen 5600 Mann die Reiterei bildeten und 108 Geschütze Unterstützung boten.
Die Proklamierung der Zweiten Republik in Frankreich brachte den Aufstand in der Lombardei vollends zum Ausbruch. Zwischen dem 16. und 17. März 1848 verbreitete sich in Mailand zudem die Nachricht von dem Aufstand in Wien. Der in Monza amtierende Vizekönig Rainer von Österreich und General Ficquelmont wurden kurz vor Ausbruch des Aufstandes in die Hauptstadt gerufen.
Die österreichische Armee in Norditalien bestand aus zwei Großverbänden, von denen das I. Armeekorps die Lombardei und das II. Armeekorps das venezianische Gebiet kontrollierte. Das I. Korps wurde von FML Eugen von Wratislaw befehligt und bestand aus 28 Bataillonen, 20 Schwadronen und 60 Geschützen. Das II. Korps zählte 29 Bataillone, 16 Schwadronen und 48 Geschütze und wurde von FML Konstantin d’Aspre kommandiert. Radetzky hatte bereits im Frühjahr Verstärkung verlangt und daher war die Bildung eines Reservekorps unter Ludwig von Welden in Udine angelaufen.
Radetzkys Armee war auf verschiedenen Garnisonen in den lombardisch-venezianischen Städte verteilt: Die Hälfte des I. Korps war in Brescia, Bergamo, Cremona, Parma, und Piacenza verteilt. In Padua dem Hauptquartier des II. Korps standen etwa 6000 Mann und in Venedig sicherten etwa 7500 Mann. Das Gros des I. Korps, die Division des Fürsten Karl Philipp Borromäus zu Schwarzenberg, befand sich aber mit drei Brigaden (GM Clam-Gallas, GM. Wohlgemuth und GM. Rath) mit etwa 12.000 Mann als Besatzung in Mailand.
Radetzky war über die feindlichen Bewegungen an der Piemonteser und Schweizer Grenze besorgt und sandte zwei Brigaden aus dem Festungsbereich Verona (GM. Maurer und Strassoldo) zur Beobachtung an den Ticino nach Norden.

## Verlauf

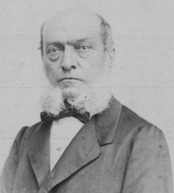
Gabrio Casati

Am 18. März stellte eine Deputation der Munizipalität den Grafen Gabrio Casati (ein Patriot, der vorher als Podestà eng mit den Österreichern zusammengearbeitet hatte) an die Spitze eines bewaffneten Volkshaufens, der zum kaiserlichen Gouverneur Graf O’Donell marschierte und unverschämte Forderungen vortrug. Gefordert wurde die Freilassung aller politischen Gefangenen, die Einrichtung einer Bürgergarde und zum Schutz der Bürger die Proklamation einer Übergangsregierung. Obwohl O’Donnell unter Druck bereits zu Zusagen bereit war, wurde er gefangen gesetzt, dann strömte die Menge zum Regierungsgebäude. Als dann die gewaltsamen Zusammenstöße begannen, läuteten auf allen Türmen die Sturmglocken. Nach der Erstürmung des Gubernial-Gebäudes wehten dort und am Broletto die ersten italienischen Trikolore. Die Stadt Mailand war schwer zu beherrschen: Den langen Corso ausgenommen, gab es fast nur enge und krumme Gassen, aus den hohen steinernen Häusern konnten Schützen ganze Viertel kontrollieren. Die Aufständischen verteilten Waffen, jede Verbindung nach außen wurde abgesperrt, Barrikaden entstanden in fast allen Gassen, um das österreichische Militär an der Versammlung zu hindern.

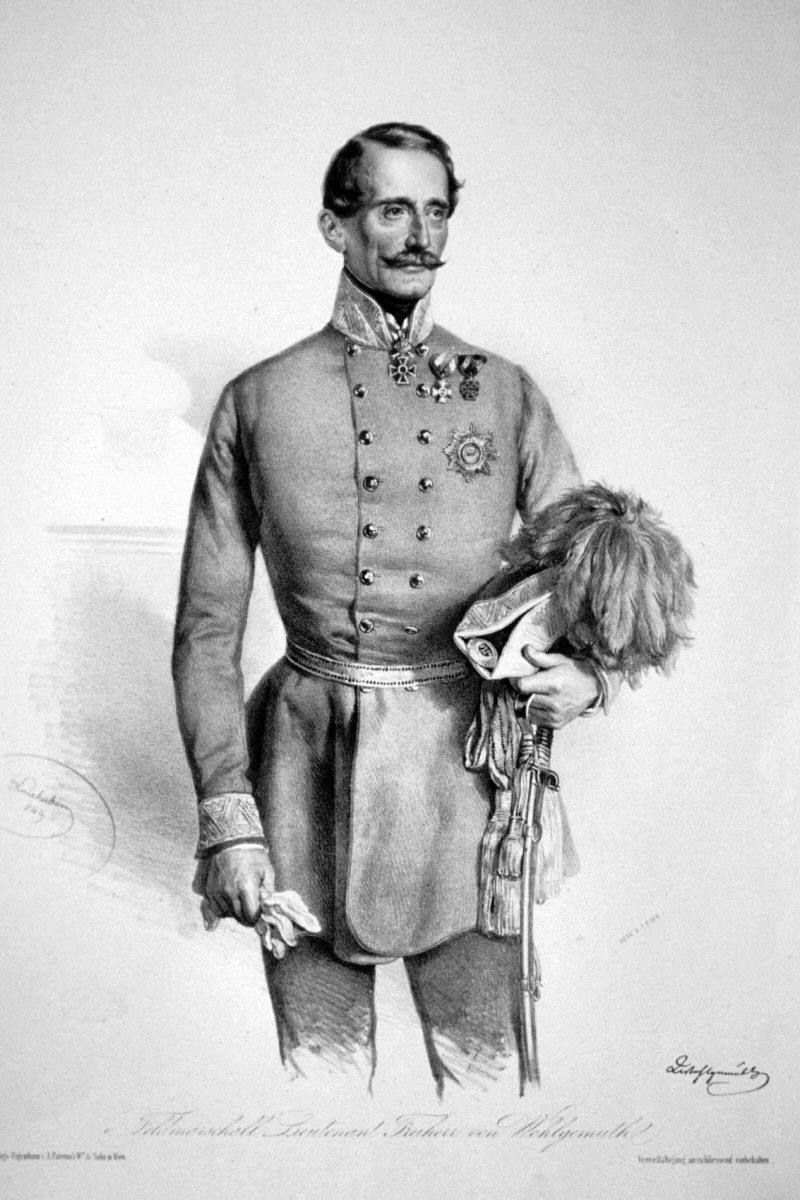
Ludwig Freiherr von Wohlgemuth, Lithographie von Joseph Kriehuber 1849

Radetzky musste nachmittags eingreifen, ließ drei Warnschüsse von Kanonen des Castello Sforzesco abgeben und erkläre Mailand in Belagerungszustand. Dann ließ er die Truppen seiner Garnison ausrücken, um die Verbindung mit den abgeschnittenen Gebäuden wieder herzustellen. Zwei Kolonnen unter Generalmajor Wohlgemuth stellten im heftigen Kampf die Verbindung zwischen dem kaiserlichen Palast und dem Broletto wieder her und machten 250 Gefangene. Gabrio Casati wurde auf seinem Heimweg durch eine Peloton-Salve zu Umwegen über das Taverna-Viertel gezwungen, wo das Zentrum der Revolution aufgeschlagen wurde. Casati nahm dann die ihm angebotene Position des Präsidenten der Übergangsregierung Mailands unter der Bedingung an, dass sofort die Hilfe des Königs Karl Albert von Sardinien in Anspruch genommen würde, dessen Ankunft in der Lombardei durch eigenhändige Briefe an diesen Souverän und dessen Generalleutnant Ettore di Sonnaz beschleunigt wurde.
Gegen 17:00 Uhr erteilte FML von Schönhals an Hauptmann Giani den Befehl mit anderthalb Kompagnien Otocaner-Infanterie aus dem Castello gegen den Corso San Marcellino vorzugehen um die beherrschende Contrada del Lauro zu nehmen, von welchen die Österreicher fortwährend durch Schüsse und Steinwürfe bedeutenden Schaden erlitten. Giani führte zwei Angriffe, blieb aber erfolglos. Generalmajor Rath, der mit der Verteidigung des Castello und des angrenzenden Rayons beauftragt war, hatte auch die Verbindung über den Domplatz zum Polizeigebäude zu sichern, was nur unter größter Anstrengung gelang. Die Mailänder hatten dann auch die Verbindung zwischen der Porta Romana und dem Domplatz durch schnell aufgeworfene Barrikaden unterbrochen. Zwischen den Stadttoren der Porta Ticinese und Porta Tosa lagen Besatzungen der Brigade Clam-Gallas. Dieser erteile einer Abteilung seines Infanterie-Regiments Paumgarten den Weg wieder freizumachen. Im ersten Anlauf wurden die Barrikaden im Nahkampf genommen und weggeräumt. Bis zum Abend des 18. März war die Verbindung zwischen den Toren durch Patrouillengänge längs des Stadtwalles wieder gesichert. Dafür wurden Teile des Infanterie-Regiments Reisinger eingesetzt, welches bisher die Porta Ticinese besetzt hielt und jetzt Sicherungen zur Porta Lodovica entsandte.
Am Morgen des 19. März gingen die aufständischen Bürger zu neuen Angriffen über, der Palast der österreichischen Garde und die Straße an der Porta Ticinese wurden zu Brennpunkten. Der Palazzo Marino wurde von etwa 120 Soldaten verteidigt, die vier Stunden lang von den Toren und Fenstern auf die Angreifer feuerten. Der Angriff erfolgte gleichzeitig von zwei Seiten, nämlich von der Piazza del Duomo und von der Via Larga. Der Palast wurde geplündert, die Waffen fielen in die Hände der aufständischen Bürger. Die durch Barrikaden verschlossene Verbindung zwischen dem Castello und der in der Contrada S. Margherita gelegenen Polizei-Direktion sollten mit anderthalb Kompagnien Reisinger-Infanterie unter Hauptmann Kaas geöffnet werden. Dieser ließ die bei der Kirche San Giovanni, in der Contrada Andegari und die auf der Piazza Quattro Facce errichteten Barrikaden angreifen: Schon nach der ersten Kugel- und Kartätschensalve zogen sich die Verteidiger hinter die zweite bei der Contrada del Giardino erbauten Barrikade zurück. Das weitere Vordringen der Österreicher auf dem Corso di Porta Nuova war das Zeichen zum allgemeinen Angriff der zahlreich verborgenen Insurgenten. Jedes Haus war in eine besetzte Schanze verwandelt worden, aus den Seitengassen fielen gut gezielte Schüsse auf die vorgehenden Soldaten.

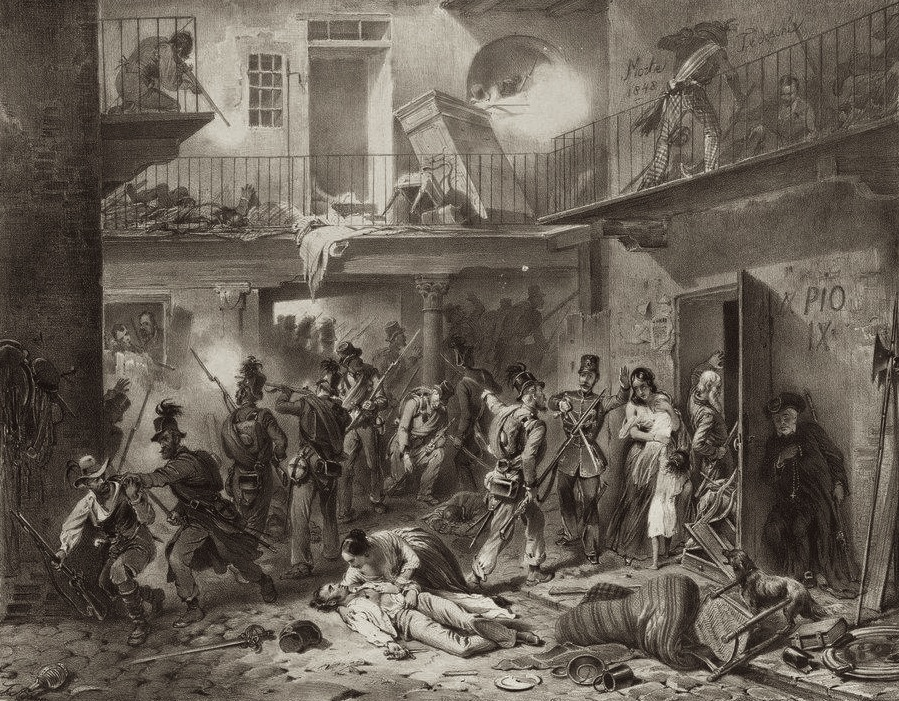
Tiroler Jäger im Straßenkampf in Mailand

Hauptmann Merizzi wurde beauftragt die verlorene Verbindung zwischen den Brigaden Rath und Wohlgemuth über den Corso Orientale mit dem Domplatz zu öffnen. Zwei Kompagnien des Regiments Kaiser, von zwei Geschützen unterstützt, löste die Aufgabe vollkommen, indem sie zwei der vor der Kanalbrücke aufgeworfenen Barrikaden erstürmten, worauf sich die Mailänder auf die nächste Barrikade beim Café della Colonna zurückzogen. Eine halbe Kompagnie Prohaska-Infanterie wurde zur Verstärkung der bedrohten Polizei-Besatzung zur Kaserne San Bernardino entsandt.

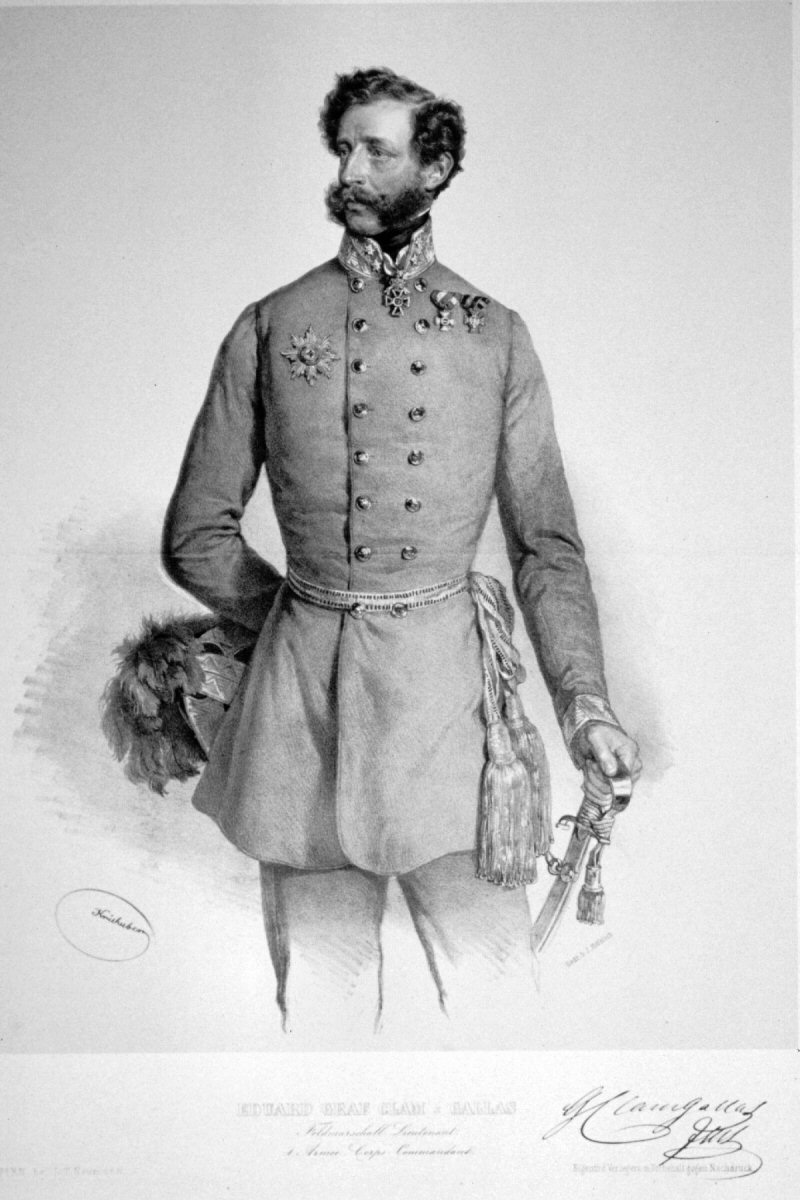
Eduard Graf Clam-Gallas, Lithographie von Josef Kriehuber 1849

Am 20. März wurde um den Besitz der Piazza del Duomo gekämpft, welchen die Mailänder unter Luigi Torelli Zoll für Zoll erobern mussten. Um 9 Uhr wurde der Platz von den Österreichern geräumt: die Tiroler Jäger, welche am Dom sicherten, wurden gefangen genommen und die Tricolore am Hauptturm der Kathedrale gehisst. Dann wurde der vizekönigliche Palast, der Marino-Palast, der das Zollhaus und die königliche Schatzkammer umschloss, und schließlich auch die Polizei-Direktion erstürmt. Das Polizeigebäude wurde etwa 150 Mann eines Polizeibataillons gesichert. Als Teile der Aufständischen begannen den Zugang vom Bezirk Due Muri aus zu erzwingen, konnten sie in die Innenhöfe eindringen, während die Verteidiger noch auf der Via di San Margherita kämpften. Die Mailänder konnten den Stadtschatz beschlagnahmen, der sich auf zwei Millionen österreichische Lire belief und machten die Verteidiger zu Gefangenen.
Als die inneren Befestigungen geräumt waren, wurden die Barrikaden bis zur äußersten Einfriedung der Hauptstadt ausgedehnt; worauf Radetzky von den Wällen die Beschießung der Innenstadt befahl. Am gleichen Tag versuchten die Österreicher mit Geschütz zur Porta Orientale, nach Monforte und Cavalchina sowie Baggio vorzurücken; überall fanden sie so starke Hindernisse, dass sie zufrieden waren, wenigstens die Wälle zu halten.
Die prekäre Situation zwang Radetzky Zeit zu gewinnen und einen Waffenstillstand vorzuschlagen. Der Stadtrat Greppi wurde mit der weißen Fahne zu den Aufständischen geschickt, der Antrag wurde aber durch die Entschlossenheit Carlo Cattaneos entschieden abgelehnt.
Der letztere sichere Waffenplatz für die österreichische Besatzung blieb das Castello Sforzesco, dessen Räumung nun anstand. In der Nacht zum 20. März befahl Radetzky die Räumung, außerhalb der Wälle sicherte vom Castello Sforzesco bis zur Porta Orientale die Brigade Wohlgemuth; von dort bis zur Porta Tosa die Brigade Clam-Gallas.
Am 21. März lehnte der aufständische Kriegsrat das Waffenstillstandsangebot ab und die Übergangsregierung wurde etabliert. Cattaneo war zum Haupt des vierköpfigen Kriegsrats ernannt worden und riet erfolgreich davon ab, gleich eine demokratische Republik Mailand auszurufen. Stattdessen billigte er die Bildung der liberalen Übergangsregierung unter Casati, indem er seine Unterschrift unter ein Schreiben setzte, das mit den Worten „a causa vinta“ („nach dem Sieg“) die politischen Diskussionen innerhalb der revolutionären Bewegung auf die Zeit nach den Kämpfen zu verschieben suchte.
Bald kam es zu Differenzen zwischen der demokratisch-föderalistischen Haltung Cattaneos und den gemäßigteren Revolutionären (den sogenannten Moderati) zu Tage – während letztere, zu denen auch der in einem Loyalitätskonflikt gefangene Bürgermeister Graf Casati gehörte, für ein militärisches Eingreifen des Hauses Savoyen eintraten, lehnten die Demokraten unter Cattaneo wie Carlo Osio oder Enrico Cernuschi diese Idee vehement ab.
Am 21. März eroberte die Bürgerwehr unter Luciano Manara die Porta Tosa (heute Porta Vittoria), die Lage blieb ansonsten unverändert. Die Generale Graf Clam und Wohlgemuth hielten die Verbindung zwischen ihrer Brigaden, indem sie alle an die Wälle reichenden Gebäude durch Artilleriefeuer niederlegen ließen. In Anbetracht der trüben militärischen Situation konnten sich aber drei schwache Brigaden ohne Proviant vor den Toren einer empörten Stadt nicht lange halten. Der Feldmarschall fasste den Entschluss zur Aufgabe Mailands und zum Rückzug hinter den Adda. Die Brigaden Maurer und Strassoldo, wurden sofort vom Ticino, wo sie als Observations-Korps standen, zurückgerufen und langten noch am Tage des Auszuges vor Mailand an. Am Abend des 22. März begann Radetzky über Melegnano mit dem Abmarsch nach Lodi.
Der Verlust der Kaiserlichen im fünftägigen Straßenkampf um Mailand hatte insgesamt 5 Offiziere und 570 Mann (Tote, Verwundete und Vermisste) betragen.

## Folgen
König Karl Albert erließ eine Proklamation, in der er den Bewohnern der Lombardei und Venetiens versprach, dass er und seine Armee zur Unterstützung der Aufständischen nach Mailand marschieren würden. Die Mailänder hatten derweil alle Tore ihrer Stadt unter ihre Kontrolle gebracht und erklärten der österreichischen Regierung den Krieg. Im Morgengrauen des 23. März begrüßte Mailand die ersten ankommenden Freiwilligen aus Genua und Turin.
Am 22. März wurde auch in Venedig die österreichische Herrschaft abgeschüttelt und am folgenden Tag die unabhängige Repubblica di San Marco unter Führung von Daniele Manin ausgerufen. Der Militärgouverneur Graf Zichy kapitulierte und zog mit seinen Truppen ab. Der neapolitanische General Guglielmo Pepe übernahm die militärische Führung, seine Truppen blieben aber im folgenden Krieg zwischen Österreich und Sardinien-Piemont neutral.
Am 25. März bezog die kaiserlich-königliche Armee bei Lodi ein Lager hinter dem Adda. Hier traf bei Radetzky die Meldung ein, dass die Besatzung von Cremona (drei italienische Bataillone) zu den Insurgenten übergegangen sei. Zudem hatten in der bereits 17 italienische Bataillone ihre Fahnen verlassen, aber auch den Rebellen keine Dienste geleistet. Den Feldmarschall erfüllte das Schicksal des Festungsvierecks mit großer Besorgnis, von dessen Erhalt für die Monarchie der Besitz Italiens abhing. Daher setzte er unverweilt, am 26. seinen Marsch über Crema und Montichiari nach Verona fort. Aus Manerbio wurde Generalmajor von Wohlgemuth mit 7 Bataillonen, 3 Eskadronen und 18 Geschützen nach Mantua entsandt, um den dortigen Festungskommandanten General der Kavallerie Gorzkowski mit seiner schwachen Garnison zu verstärken.